# Tera Bond
Tera Bond (n. 20 august 1978, Budapesta, Republica Populară Ungară – d. 11 octombrie 2017) a fost o actriță pornografică și model erotic maghiară.

## Biografie și carieră
S-a născut pe 20 august 1978 la capitala Budapesta, Ungaria.
Și-a făcut debutul în industria pornografică în anul 2002, când avea 24 de ani și s-a retras în anul 2012 din cauza bolii grave.

## Deces
A murit pe 10 octombrie 2017, în urma unei boli grave.

## Premii și nominalizări

### Premii
- 2007: Premiul Oscar porno maghiar pentru cea mai bună actriță porno.
- 2011: Premiul Oscar porno maghiar pentru realizări pe viață.[7]

### Nominalizări
- 2008: Premiul AVN pentru cea mai bună scenă de sex străin - The Flash (cu Mario Rossi).

### Alte onoruri
- 2006: Revista Cheri: Modelul lunii august.